# Cerkiew św. Michała Archanioła w Ryszkowej Woli
Cerkiew św. Michała Archanioła w Ryszkowej Woli – dawna parafialna cerkiew greckokatolicka, znajdująca się w Ryszkowej Woli.
Po 1947 cerkiew opuszczona, później przejęta przez Kościół rzymskokatolicki. Pełni funkcję kościoła parafialnego Świętych Apostołów Piotra i Pawła w Ryszkowej Woli. 
Świątynię wraz z dzwonnicą wpisano w 1992 do rejestru zabytków.

## Historia obiektu
Cerkiew zbudowano w latach 1893–97 w miejscu starszej, drewnianej, kosztem księcia Witolda Czartoryskiego. Konsekrowana w 1897. Parafia należała do dekanatu jarosławskiego. Remontowana w 1976.

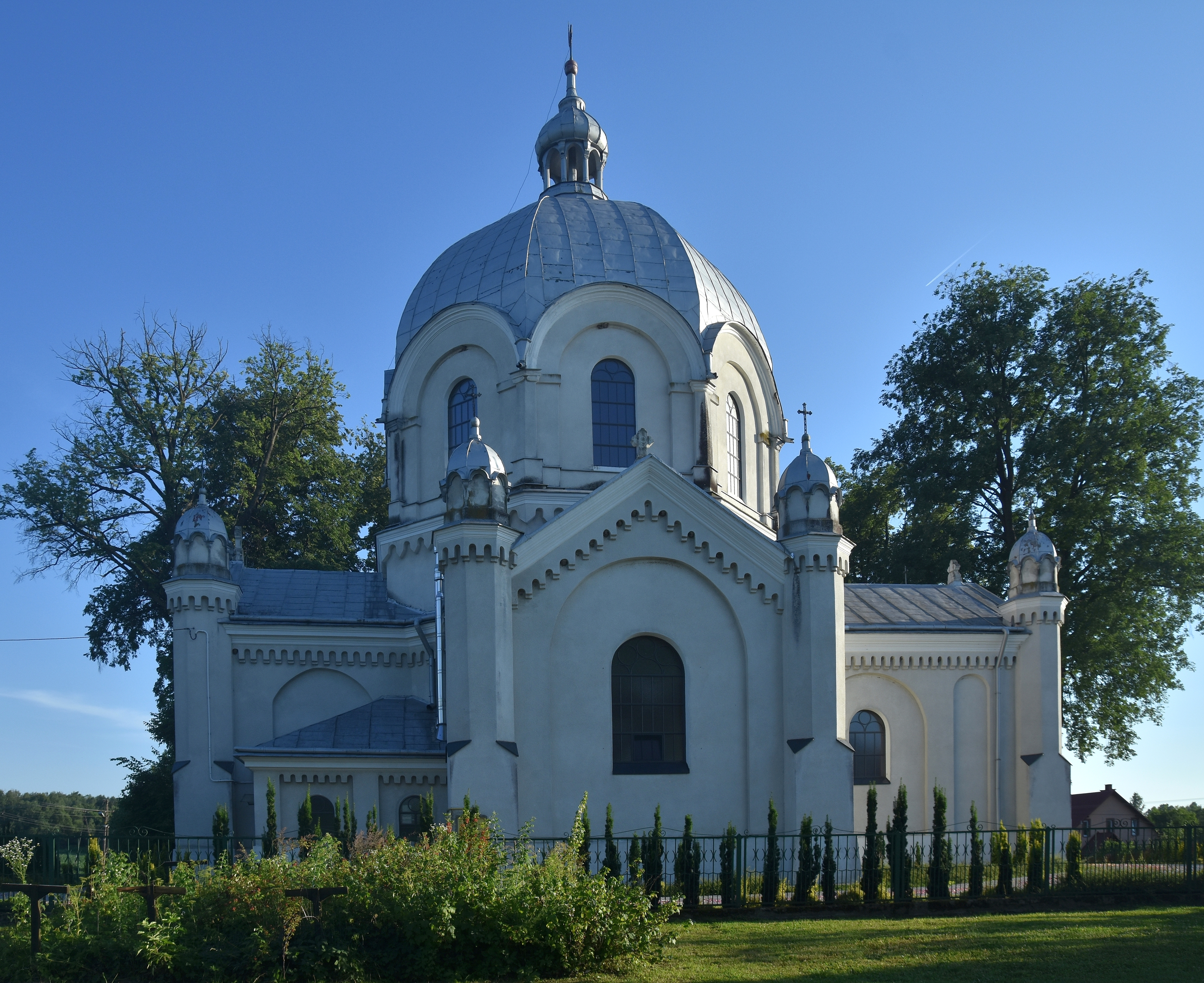
Widok od północnej
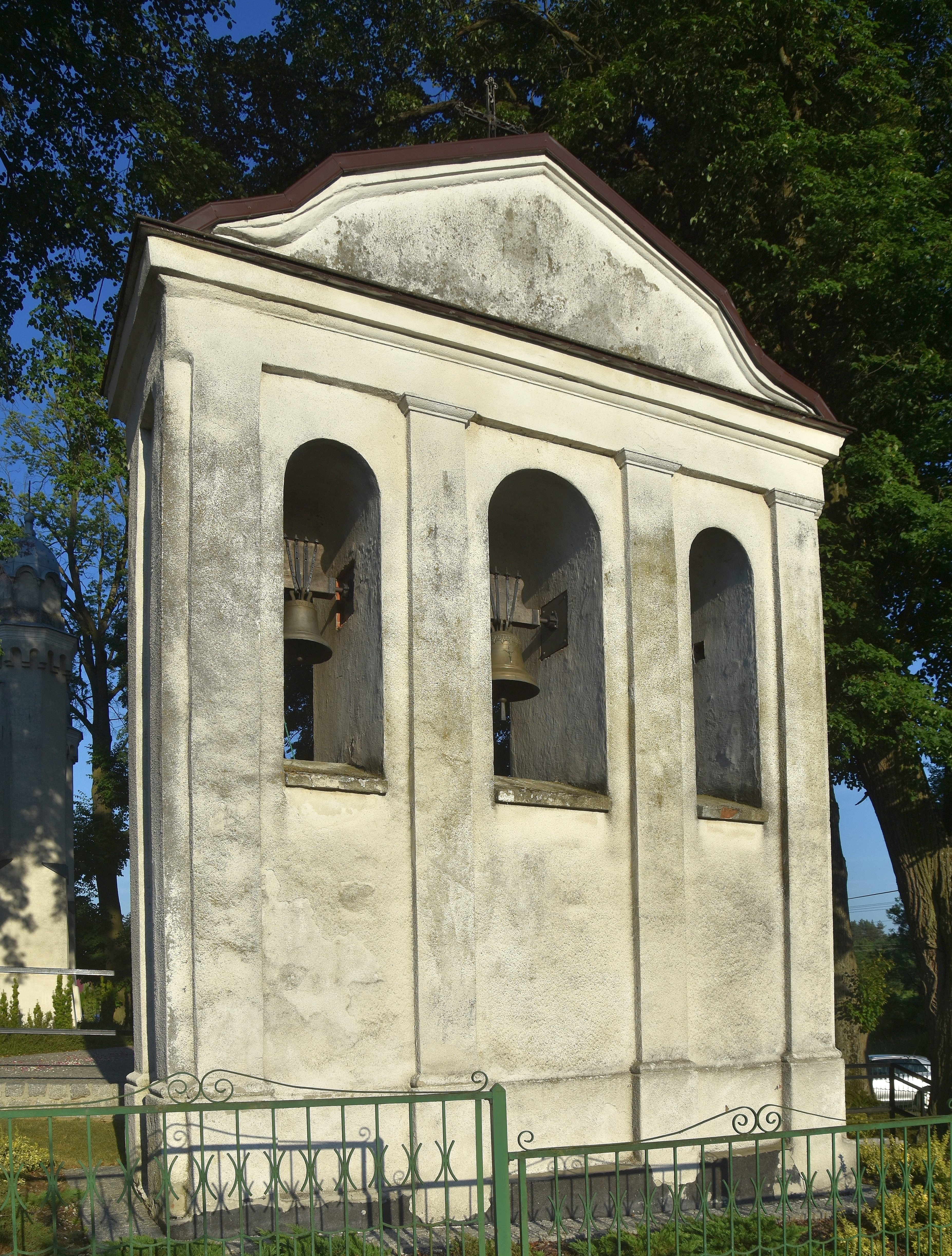
Dzwonnica
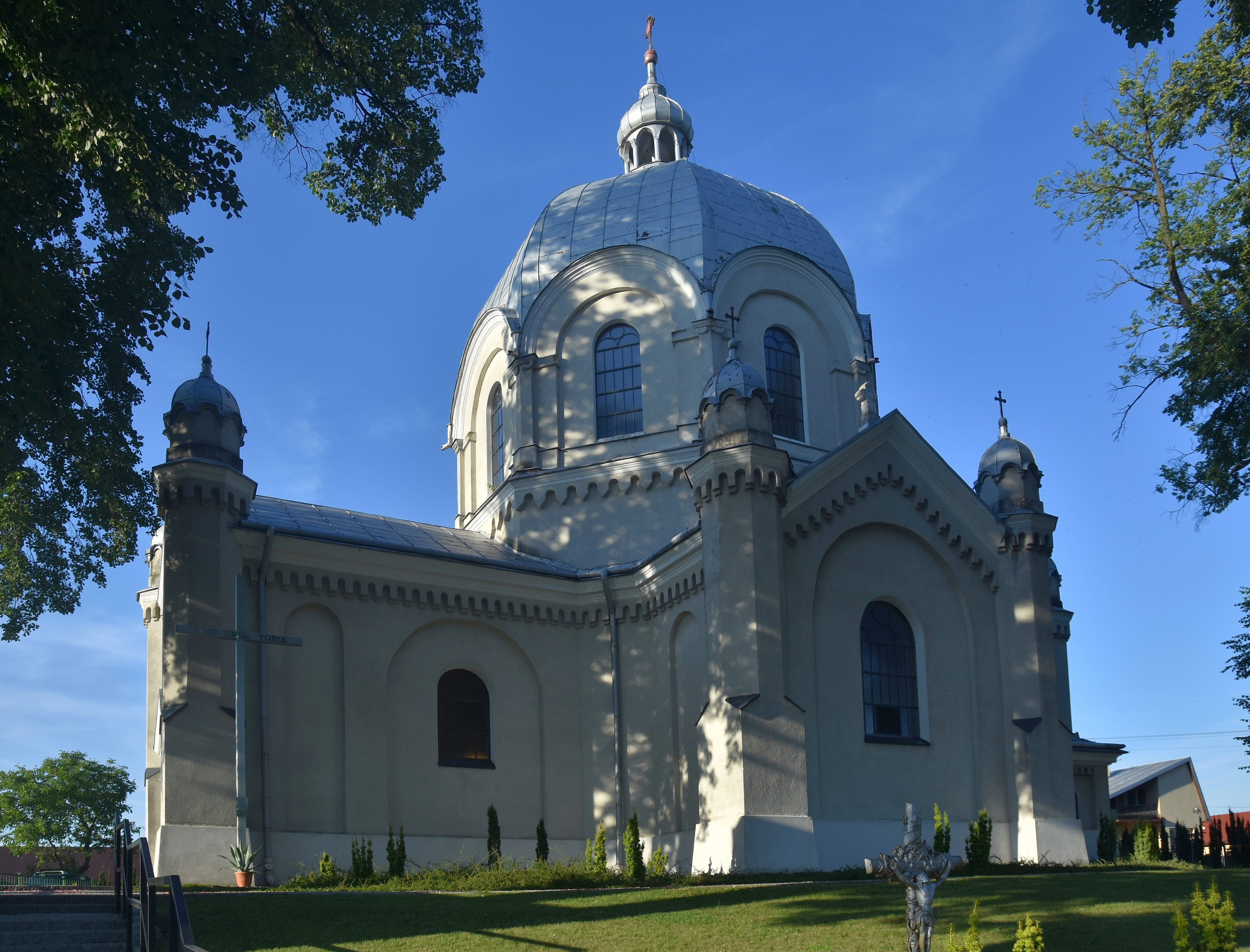
Widok od strony południowej

## Architektura i wyposażenie
Cerkiew murowana, na planie krzyża z centralną kopułą zwieńczoną wieżyczką na sygnaturkę. Prezbiterium zamknięte ścianą prostą. Przy jego bokach dwie zakrystie. W narożach babińca, prezbiterium i naw bocznych przypory w formie wież ośmiobocznych, zwieńczone hełmami. Od frontu portal, a wokół zdobienia fryzem arkadowym.
Wnętrze zdobi polichromia ornamentalno-figuralna wykonana przez G. Kalimona, odnowiona w 1993. W świątyni zachowały się trzy ołtarze. Obrazy do ołtarzy bocznych namalował w 1970 Artur Mendychowski z Przemyśla. 

## Wokół cerkwi
Obok świątyni znajduje się parawanowa dzwonnica murowana, trójarakadowa, zbudowana w 1896. 